# Jambaldinni, Manvi
Jambaldinni là một làng thuộc tehsil Manvi, huyện Raichur, bang Karnataka, Ấn Độ.